# Не впіймали — не злодій
«Не впіймали — не злодій» (англ. Inside Man, досл. «інсайдер») — американський кримінальний трилер режисера Спайка Лі, що вийшов 2006 року. У головних ролях Дензел Вашингтон, Клайв Овен, Джоді Фостер.
Сценаристом був Рассел Ґевіртц, продюсером — Браян Ґрейзер. У США фільм почали продемонструвати 24 березня 2006 року. В Україні у кінопрокаті фільм продемонстрували 13 квітня 2006 року.

## Сюжет
Організована група вдирається до банку і починає його грабувати. На це швидко реагує поліція і оточує будівлю. Детективи Кейт Фразьє та Білл Мітчел починають перемовини з Делтоном Расселом, ватажком бандитів щодо звільнення заручників. Але він не простий грабіжник.

## У ролях
| Актор               | Персонаж                             | Роль                                                                              |
| ------------------- | ------------------------------------ | --------------------------------------------------------------------------------- |
| Дензел Вашингтон    | Кейт Фразьє (англ. Keith Frazier)    | детектив поліцейського відділку, веде перемовини з грабіжниками                   |
| Клайв Овен          | Делтон Рассел (англ. Dalton Russell) | ватажок банди грабіжників, що придумав ідеальний план пограбування                |
| Джоді Фостер        | Мадлен Вайт (англ. Madeleine White)  | перемовник з Манхетену, яку найняли владнати ситуацію                             |
| Крістофер Пламмер   | Артур Кейс (англ. Arthur Case)       | засновник і голова ради директорів трастового банку Манхетена, наймає Мадлен Вайт |
| Віллем Дефо         | Джон Даріус (англ. John Darius)      | капітан поліції                                                                   |
| Чиветел Еджіофор    | Білл Мітчел (англ. Bill Mitchell)    | детектив поліцейського відділку, напарник Кейта Фразьє                            |
| Кім Дайректор       | Стіві (англ. Stevie)                 | член Банди Рассела                                                                |
| Джеймс Ренсон       | Стів-О (англ. Steve-O)               | член Банди Рассела                                                                |
| Карлос Андрес Гомес | Стів (англ. Steve)                   | член Банди Рассела                                                                |
| Кен Люн             | Вінг (англ. Wing)                    | клієнт банку                                                                      |

## Сприйняття

### Критика
Фільм отримав позитивні відгуки: Rotten Tomatoes дав оцінку 86 % на основі 195 відгуків від критиків (середня оцінка 7,3/10) і 81 % від глядачів із середньою оцінкою 3,7/5 (346,649 голосів). Загалом на сайті фільми має позитивний рейтинг, фільму зарахований «стиглий помідор» від кінокритиків і «попкорн» від глядачів, Internet Movie Database — 7,6/10 (192 092 голоси), Metacritic — 76/100 (39 відгуків критиків) і 7,4/10 від глядачів (191 голос). Загалом на цьому ресурсі від критиків і від глядачів фільм отримав позитивні відгуки.

### Касові збори
Під час показу у США, що почався 24 березня 2006 року, протягом першого тижня фільм показали у 2,818 кінотеатрах і він зібрав $28,954,945, що на той час дозволило йому зайняти 1 місце серед усіх тогочасних прем'єр. Показ протривав 105 днів (15 тижнів) і завершився 6 липня 2006 року. Фільм зібрав у прокаті у США $88,513,495, а у решті світу $95,862,759, тобто загалом $184,376,254 при бюджеті $45 млн. Продаж DVD-дисків приніс $37,793,716.
Під час показу в Україні фільм зібрав $110,449.

### Нагороди і номінації[11]
| Рік  | Нагорода                              | Категорія                                                                       | Номінант                      | Результат |
| ---- | ------------------------------------- | ------------------------------------------------------------------------------- | ----------------------------- | --------- |
| 2006 | BET Awards                            | Найкращий актор                                                                 | Дензел Вашингтон              | Номінація |
| 2006 | Black Movie Awards                    | Найкращий режисер                                                               | Спайк Лі                      | Перемога  |
| 2006 | Black Movie Awards                    | Видатна екшн-стрічка                                                            | Браян Ґрейзер                 | Номінація |
| 2006 | Black Movie Awards                    | Видатне виконання головної чоловічої ролі                                       | Дензел Вашингтон              | Номінація |
| 2007 | Американський інститут кіномистецтва  | Фільм року                                                                      | фільм                         | Перемога  |
| 2007 | Black Reel Awards                     | Найкращий режисер                                                               | Спайк Лі                      | Перемога  |
| 2007 | Black Reel Awards                     | Найкращий актор                                                                 | Дензел Вашингтон              | Номінація |
| 2007 | Black Reel Awards                     | Найкращий фільм                                                                 | Браян Ґрейзер, Джонатан Філлі | Номінація |
| 2007 | Black Reel Awards                     | Найкраща музика                                                                 | Теренс Бленчард               | Номінація |
| 2007 | Central Ohio Film Critics Association | Актор року                                                                      | Клайв Овен                    | Перемога  |
| 2007 | Empire Awards                         | Найкращий трилер                                                                | фільм                         | Номінація |
| 2007 | Image Awards                          | Видатна режисура у художньому фільмі / телевізійному фільмі — комедія або драма | Спайк Лі                      | Перемога  |
| 2007 | Image Awards                          | Видатне виконання чоловічої ролі                                                | Дензел Вашингтон              | Номінація |

### Виноски
1. 1 2  Inside Man: Release Info (англ.). Internet Movie Database. Процитовано 17 вересня 2013.
2. 1 2  Не пійманий - не злодій. Kino-teatr.ua. Процитовано 17 вересня 2013.
3. 1 2  Inside Man (англ.). Internet Movie Database. Процитовано 17 вересня 2013.
4. 1 2  Inside Man (англ.). Box Office Mojo. Процитовано 17 вересня 2013.
5. ↑  Inside Man (англ.). Allmovie. Процитовано 17 вересня 2013.[недоступне посилання з липня 2019]
6. ↑  Full cast and crew for Inside Man (англ.). Internet Movie Database. Процитовано 17 вересня 2013.
7. ↑  Inside Man (англ.). Rotten Tomatoes. Процитовано 17 вересня 2013.
8. ↑  Inside Man (англ.). Metacritic. Процитовано 17 вересня 2013.
9. ↑  Inside Man (англ.). The Numbers. Процитовано 17 вересня 2013.
10. ↑  Inside Man — Ukraine Weekend Box Office (англ.). Box Office Mojo. Процитовано 17 вересня 2013.
11. ↑  Awards for Inside Man (англ.). Internet Movie Database. Процитовано 17 вересня 2013.